# تحوم
تحوم هي إحدى القرى اللبنانية من قرى قضاء البترون في محافظة الشمال.